# Vallés (Villaviciosa)
Vallés (Samartín de Vallés oficialmente en asturiano) es una parroquia del concejo asturiano de Villaviciosa, en España.
Según el nomenclátor de 2010, comprende los lugares de:
- San Martín (oficialmente, en asturiano Samartín);
- Piedrafita; y
- Sietes.

Molinos de agua de Vallés:
- Molino de Francisco
- Molino del Maladín
- Molino del Nurusiellu
- Molino del Piqueru
- Molino de Losa

- Datos: Q7912474
- Multimedia: Samartín de Vallés / Q7912474